# All I Want Is You (Miguel)
All I Want Is You è il primo album in studio del cantante statunitense Miguel, pubblicato nel 2010.

## Tracce
1. Sure Thing – 3:14
2. All I Want Is You (featuring J. Cole) – 4:55
3. Girl with the Tattoo Enter.lewd – 1:42
4. Pay Me – 2:57
5. Quickie – 3:46
6. Girls Like You – 3:23
7. Overload Enter.lewd – 0:31
8. Hard Way – 3:49
9. Teach Me – 5:22
10. Hero – 3:47
11. Vixen – 3:01
12. To the Moon – 3:23
13. My Piece – 2:55

## Classifiche
| Classifica (2011) | Posizione raggiunta |
| ----------------- | ------------------- |
| Stati Uniti       | 37                  |